# Chelsea Tower
La Chelsea Tower est un gratte-ciel de Dubaï achevé en 2005.
La tour, situé sur la Sheikh Zayed Road, mesure 250 mètres de haut. Cet immeuble de 49 étages comprend un hôtel et des appartements résidentiels.
Se situant au numéro 90 de la Sheikh Zayed Road, cet immeuble innovant se fait facilement remarquer par son unique flèche et ses raies blanches sur sa façade.
Lorsqu'elle fut terminée en 2005, la Chelsea Tower était la cinquième plus grande construction de Dubaï, derrière l'Emirates Tower One (355 m), le Burj-Al-Arab (321 m), l'Emirates Tower Two (309 m), et la 21st Century Tower (269 m).